# Esola longiremis
Esola longiremis är en kräftdjursart som först beskrevs av T. Scott 1904.  Esola longiremis ingår i släktet Esola och familjen Laophontidae. Inga underarter finns listade i Catalogue of Life.